# Miguel Varea

Miguel Ángel Varea Maldonado (Quito, 1948; Quito-Ecuador, 16 de abril del 2020) fue un dibujante y pintor ecuatoriano. Su expresión artística se ha movido sobre todo en el arte figurativo a través del dibujo y el grabado.

## Biografía

### Infancia
Nace en el seno de una familia católica. Opta por las artes, inspirado en la música, verdadera vocación de su padre, doctor en Leyes. Cuando el hipismo está de moda, el consumo de estupefacientes lo conduce al aislamiento social y desarrolla su profunda crítica social.[cita requerida]

### Primeros trabajos
En 1968 ingresa a la Facultad de Artes de la Universidad Central del Ecuador hasta que se clausura en 1970. Se enfoca en representar al individuo con el dibujo, versátil instrumento que define su obra en pequeño formato; sobre cuadernos escribe y dibuja textos y personajes cotidianamente. 
La plumilla se convierte en su principal herramienta; junto con la tinta china, sus obras, cobran su tradicional y difícil simplicidad, "nos hablan de una preocupación social, de una visión del mundo, con sus interrelaciones y oposiciones, de una vena satírica popular de expresión". Del mismo modo, la letra "k" va llenando sus textos. A los 22 años realiza su primera exposición individual en la Casa de la Cultura Ecuatoriana. 

### Etapa segunda
En 1974 forma su familia con Dayuma Guayasamín; junto a ella, y otros artistas crean los talleres "Vade Retro" y "Guápulo" donde imprimen afiches, camisetas y textos, y buscan espacios no tradicionales para la difusión de sus trabajos. 
En 1977 estudia grabado calcográfico en Madrid. Su dedicación al arte le abre las puertas en galerías de España (Galería Goren) y Francia (Galería Rue de Nesle), pero a Varea no le interesa la interacción con el público y vuelve a Ecuador. Producto de la inmensa cantidad de trabajo, realiza continuamente exposiciones individuales en su tierra natal. 
Sus principales exposiciones son "de las Sagradas Instituciones" (Quito-1997), "En un País komo el Nuestro" (Múnich-2008), y "Al modo del más ke nunka" (Quito-2015). 

## Obra
Destaca en él la rebeldía y la irreverencia frente al medio social y artístico establecido. Para ello se sirve a menudo de la integración de textos y letras dentro de los dibujos. El trabajo de Varea es rico en tramas y se inscribe, según los críticos, en la neofiguración, movimiento caracterizado por representar el mundo de manera deformada. La obra de Varea habla, como lo afirma el periodista Francisco Febres Cordero, "de situaciones y tendencias, y, sobre todo plantea una propuesta distinta de la línea, con la que Miguel habla con enorme soltura de dibujante que sabe manejar sus instrumentos”. Varea manifiesta su madurez a través de sus pinturas; profundo y enigmático conocedor de la pluma y del grabado; creador tanto de dibujos claros como de planos sombríos y misteriosos. Los años en que los pintores de mediados del siglo pasado orientaron su interés hacia el indigenismo en boga, Varea se mantuvo firme en su propuesta y al margen del arte oficial.
La obra de Varea se caracteriza por el dibujo con Tinta china, Pincel, Plumilla, Lápiz. Del mismo modo, el uso de la "k" forma parte de su obra artística. “Varea ha ejercitado como un hábito de higiene personal el inconformismo permanente con los dogmas y doctrinas de cualquier secta o sistema, y desde esa radical disidencia ha desarrollado una poética personal sustentada en una caligrafía, una tipografía e incluso una ortografía propias (cambia la c y la q por la k)”.
Varea se caracteriza también por la inserción de textos en sus dibujos, los mismos que han creado una esencia inconfundible en su obra. "Miguel es un poeta. Poeta de la vida y de la línea. ¿Un poeta maldito? Quizás el último que queda".

## Pintura
Entre las más relevantes están:
- Serie de las Visitas
- Serie De Las Sagradas Instituciones
- Serie Crepúsculo de la Desaparición
- Estétika del disimulo
- La Perra Colorada
- Hay un virus que me persigue

## Producción Audiovisual
1997 “Trañas”, Audiovisual Sergio Maldonado 10”, Quito – Ecuador
1989 “Para Entrar en Detalles” Audiovisual Sergio Maldonado 20”, Quito – Ecuador https://www.youtube.com/watch?v=xL88VzW8Xvs

## Libros
- Vareaciones                       (1997)
- Una estétika del disimulo         (2003)
- Sobredosis Patriótika             (2008)
- A la luz de una esperma nuevecita (2015)

## Exposiciones individuales
| Año                                                                      | Exposición                                       | Lugar                   |
| ------------------------------------------------------------------------ | ------------------------------------------------ | ----------------------- |
| 2015 “Al modo del más ke nunka”                                          | Centro Cultural Metropolitano (Quito)            | Quito- Ecuador          |
| 2014 “Antiguos rekuerdos”                                                | Casa de la Cultura Ecuatoriana                   | Ibarra- Ecuador         |
| 2014 “Antiguos rekuerdos”                                                | Museo Luis A. Noboa Naranjo                      | Guayaquil- Ecuador      |
| 2011 “Toxìca”                                                            | Casa de la Cultura Ecuatoriana                   | Quito- Ecuador          |
| 2009 “El paisito marcha”, exposición antológica                          | Casa de la Cultura Ecuatoriana                   | Quito y Cuenca -Ecuador |
| 2009 “Y si nuevas cadenas preparan….el paisito marcha”                   | Arteactual FLACSO                                | Quito-Ecuador           |
| 2008 “En un País Komo el Nuestro”                                        | Instituto Cervantes                              | Munich-Alemania         |
| 2008 “Vareaciones”                                                       | Museo Antropológico y de Arte Contemporáneo MAAC | Guayaquil-Ecuador       |
| 2007 “Sobredosis Patriótica”                                             | Galería Artes                                    | Quito-Ecuador           |
| 2007 “Un País kon la Korrea al Kuello”                                   | Casa San Lucas                                   | Quito-Ecuador           |
| 2003 “Una Estética del Disimulo”                                         | Centro Cultural PUCE                             | Quito – Ecuador         |
| 2003 “Galería en Movimiento”                                             | Centro Cultural PUCE                             | Quito - Ecuador         |
| 1997 “Las Sagradas Instituciones”                                        | Agosto Mes de las Artes:Museo Filambanco         | Quito – Ecuador         |
| 1997 “Personajes sin Paisaje”                                            | La Galería                                       | Quito – Ecuador         |
| 1997 “El Crepúsculo de la Desaparición”                                  | Galería M&S                                      | Quito – Ecuador         |
| 1997 “Grabados”                                                          | Galería La Chuquiragua                           | Quito – Ecuador         |
| 1997 “Retrospectiva”                                                     | C.C. El Recreo                                   | Quito – Ecuador         |
| 1997 “Retrospectiva”                                                     | La Casa de Alado                                 | Quito – Ecuador         |
| 1997 “Rayadísimo Fractal”                                                | Galería Artes                                    | Quito – Ecuador         |
| 1989 “Para Entrar en Detalles y Una Concepción Inmaculada"               | La Galería                                       | Quito- Ecuador          |
| 1987 “En un País Komo el Nuestro”                                        | Fundación Guayasamín                             | Quito – Ecuador         |
| 1985 “En un País Komo el Nuestro”                                        | La Galería                                       | Quito - Ecuador         |
| 1983 “Una Estetika del Disimulo”                                         | Local Esporadiko                                 | Quito – Ecuador         |
| 1981 “Sobre Kosas Tenebricosas”                                          | Galería Altamira                                 | Quito - Ecuador         |
| 1978 “Una Versión para la Historia de las Perversiones”                  | Club Internacional de la Prensa                  | Madrid -España          |
| 1978 “Ver con otros Ojos las Mismas Cosas”                               | Galería Gorem                                    | Madrid - España         |
| 1978 Ciclo de la Imaginación”                                            | Galería Artes                                    | Quito – Ecuador         |
| 1970 “Dibujos de Miguel “Hace Poco la Realidad se me Salía por los Ojos” | Casa de la Cultura Ecuatoriana                   | Quito – Ecuador         |

## Exposiciones colectivas
| Año                                                                                           | Exposición                             | Lugar                               |
| --------------------------------------------------------------------------------------------- | -------------------------------------- | ----------------------------------- |
| 2011 “Inhumano, El Cuerpo en el Arte Ecuatoriano”                                             | Centro de Arte Contemporáneo           | Quito- Ecuador                      |
| 2011 “Fibra, 3 Generaciones de Artistas Contemporáneos”                                       | Cultural de Cooperación Floreal Gorini | Buenos Aires-Argentina              |
| 2009 “Los Disparates de Goya, Visiones Contemporáneas”                                        | Centro Cultural Metropolitano (Quito)  | Quito- Ecuador                      |
| 2008 “La Huella del Grabado”                                                                  | Centro Cultural PUCE                   | Quito- Ecuador                      |
| 2007 “Paisajes”                                                                               | Galería Artes                          | Quito- Ecuador                      |
| 2006 “Claves”                                                                                 | Museo de Arte Contemporáneo            | Guayaquil-Ecuador                   |
| 2005 “Mitos”                                                                                  | Art Forum                              | Quito – Ecuador                     |
| 2005 “Mitos”                                                                                  | Centro Cultural FLACSO                 | Quito – Ecuador                     |
| 2005 “XXIV Aniversario, Salón Nacional de Artistas Ecuatorianos”                              | Museo Municipal de Arte Moderno        | Cuenca- Ecuador                     |
| 2005 “Carpeta de Grabado de Homenaje Alfredo Gangotena”                                       | Alianza Francesa                       | Quito- Ecuador                      |
| 2005 “Diez Pintores del Ecuador”                                                              | Banco Central del Ecuador              | Manta- Ecuador                      |
| 2005 “Arte a Dos manos”                                                                       | Operación Sonrisa                      | Quito- Ecuador                      |
| 2002 “II Encuentro Latinoamericano de Artistas Plasticos”                                     | Cuzco                                  | Cuzco- Perú                         |
| 2001 “La Huella del Grabado”                                                                  | Centro Cultural PUCE                   | Quito – Ecuador                     |
| 2000 “Diálogo Ecuador Brasil”                                                                 | Galería Marta Traba                    | Sao Paulo- Brasil                   |
| 2000 “Diálogo Ecuador Brasil”                                                                 | Centro Cultural PUCE                   | Quito – Ecuador                     |
| 2000 “Quito Testimonio Vivo del Arte Contemporáneo”                                           | Centro Cultural PUCE                   | Quito – Ecuador                     |
| 1998 "XI Bienal Iberoamericana de Arte, Grabado Iberoamericano"                               | Instituto Cultural Domecq              | México DF. - México                 |
| 1998                                                                                          | Centro Cultural PUCE                   | Quito – Ecuador                     |
| 1998                                                                                          | Art Alter Incarcelation                | Oakland - EE. UU.                   |
| 1997                                                                                          | Centro Cultural Reina Sofía            | Madrid – España                     |
| 1997 "IV Trienal Mundial de Estampas de Pequeño Formato"                                      | Chamalierss                            | Auverne- Francia                    |
| 1997 "Pintando con los Niños"                                                                 |                                        | Chile – Ecuador                     |
| 1997 "Muestra de Pintura Contemporánea"                                                       | VIII Asamblea Plenaria CEAL            | Quito - Ecuador                     |
| 1997 "I Bienal Gráfica de el Cairo"                                                           | Egipto                                 | Egipto                              |
| 1996 "Grabado Iberoamericano"                                                                 | Instituto Cultural Domecq              | México DF. - México                 |
| 1996 "III Trienal Mundial de Estampas de pequeño Formato"                                     | Chamalierss                            | Auverne- Francia                    |
| 1996 "IV Salón del Dibujo"                                                                    | Instituto de Cultura Puertorriqueña    | Puerto Rico                         |
| 1995 “Festival de Arte Ecuatoriano”                                                           | Boston                                 | Boston -USA                         |
| 1995 “IV Salón del Dibujo”                                                                    | Museo de Arte Moderno                  | Sto. Domingo - República Dominicana |
| 1995 "Festival “La Huella de Europa- Ecuador 95”"                                             | Museo Archivo de Arquitectura          | Quito- Ecuador                      |
| 1995 "100 Años de Cine “Seis Visiones”"                                                       | Galería Art Forum                      | Quito - Ecuador                     |
| 1994 "Tercer Salón Iberoamericano de Artes Plásticas Instituto Cultural Brasilero- americano" | Washington D. C.                       | Washington D. C.- EE. UU.           |
| 1992 "Expo Sevilla"                                                                           | Sevilla                                | Sevilla –España                     |
| 1992                                                                                          | Skecth Gallery                         | Quito – Ecuador                     |
| 1992 " Por una Tierra Siempre Viva"                                                           | Posada de las Artes Kigman             | Quito – Ecuador                     |
| 1989 " Por una Tierra Siempre Viva"                                                           | Galería de Arte Expresiones            | Guayaquil - Ecuador                 |
| 1989 "Estampa Local"                                                                          | Local Para la Práktica Artística       | Quito – Ecuador                     |
| 1976 "Iza, Jácome Varea"                                                                      | Talleres Guápulo                       | Quito – Ecuador                     |
| 1976                                                                                          | Galería Artes                          | Quito – Ecuador                     |
| 1976                                                                                          | Centre d’Art Rive Gauche               | Paris - Francia                     |
| 1964 "Primer Salón de Artes Plásticas"                                                        | Colegio San Gabriel                    | Quito – Ecuador                     |